# Paweł Zatorski
Paweł Zatorski (Łódź, 21 giugno 1990) è un pallavolista polacco, libero dell'Asseco Resovia.

## Palmarès

### Club
- Campionato polacco: 5

2010-11, 2013-14, 2015-16, 2016-17, 2018-19
- Coppa di Polonia: 5

2010-11, 2011-12, 2016-17, 2018-19, 2020-21
- Supercoppa polacca: 3

2012, 2019, 2020
- Champions League: 1

2020-21
- Coppa CEV: 1

2023-24

### Nazionale (competizioni minori)
- Campionato europeo under 19 2007
- Memorial Hubert Wagner 2013
- Memorial Hubert Wagner 2015
- Memorial Hubert Wagner 2016
- Memorial Hubert Wagner 2017
- Memorial Hubert Wagner 2018
- Memorial Hubert Wagner 2021
- Memorial Hubert Wagner 2023

### Premi individuali
- 2010 - Coppa del Mondo per club: Miglior libero
- 2011 - Coppa di Polonia: Miglior difesa
- 2012 - Coppa di Polonia: Miglior difesa
- 2013 - Memorial Hubert Wagner: Miglior libero
- 2015 - World League: Miglior libero
- 2015 - Memorial Hubert Wagner: Miglior libero
- 2016 - Coppa di Polonia: Miglior difesa
- 2018 - Campionato mondiale: Miglior libero
- 2019 - Coppa di Polonia: Miglior difesa
- 2021 - Memorial Hubert Wagner: Miglior libero
- 2023 - Volleyball Nations League 2023: MVP[8]
- 2023 - Volleyball Nations League 2023: Miglior libero[8]
- 2023 - Memorial Hubert Wagner 2023: Miglior libero[9]
- 2023 - Campionato europeo: Miglior libero